# Wildalmkirchl-Biwak
Das Wildalmkirchl-Biwak ist eine Biwakschachtel der Sektion Maria Alm des Österreichischen Touristenklubs. Sie ist ein Stützpunkt für Wanderer auf dem Nordalpenweg und hat für acht Personen Platz, liegt am Wildalmkirchl im Steinernen Meer in den Berchtesgadener Alpen.

## Geschichte
1958 errichtete der Österreichische Touristenklub das erste Biwak, nahe dem Gipfel des Wildalmkirchl. Das zu klein gewordene Biwak wurde zum 100. Geburtstag der ÖTK-Sektion Maria Alm durch ein größeres Biwak für acht Personen ersetzt.

## Zustieg
- von Maria Alm über Braggstein und Wasserfallscharte (5–6 Stunden)[3]

## Touren
- Wildalmkirchl 120 hm, 1 Stunde[4]